# Млини села Пирогів
Млини села Пирогів — втрачені водяні та вітряні млини, що існували в селі Пирогів (нині - частина Києва) з кінця ХІХ століття. Належали до групи млинів у приміській смузі Києва.

## Історія
Одна із перших згадок про водяний млин на річці Калинівка у селі Пирогів міститься у праці «Медико-топографическое описание государственных имуществ Киевского округа ...» (1854) Домініка де ля Фліза.
Млини зафіксовано і у довіднику «Список населеных мест Киевской губернии» (1900): «2 водяні млини із одним та двома поставами». У цьому ж довіднику згадано монастирський хутір Сіраків, що існував поблизу південно-західної околиці села, але зник ще до 1926 року. У хуторі, за даними довідника 1900 року, був "один водяний млин із одним поставом, належить Києво-Подільському управлінню державних маєтностей, орендує її селянин Петро Олександрів Бабич, працює у ній 1 людина". А також - хутір Яровці, що у 1-й третині ХХ століття був поглинутий селом Пирогів: "на хуторі є один водяний із одним поставом млин". Млини Києво-Подільського управління землеробства і державних маєтностей та у х. Яровці позначені на мапі 1897/1918 років. 
У документі «Список власників млинів, кузень та інших підприємств за 1907 рік» у селі Пирогів зафіксовано три водяні млини: Києво-Подільського управління землеробства і державних маєтностей із одним поставом, Михайлівського Золотоверхого монастиря у х. Яровці, Києво-Подільського управління землеробства і державних маєтностей із одним поставом у х. Сіраків і один вітряк Спиридона Познахиренка.
Час зникнення більшості млинів невідомий. На топографічній карті 1932 року позначено лише вітряк - і жодного з-поміж водяних млинів. Невідомі і зображення або фото жодного із млинів.

## Локалізація млинів на сучасній місцевості
Топографічна карта 1897/1918 років зафіксувала два водяні млини. Млин Києво-Подільського управління землеробства і державних маєтностей знаходився там, де струмок Віта перетинає мостом вулиця Крута. Млин Михайлівського Золотоверхого монастиря у х. Яровці знаходився на теперішній греблі, якою пролягає вулиця Ставкова. Млин Києво-Подільського управління землеробства і державних маєтностей у х. Сіраків на карті не позначено, але вдалося локалізувати його місце - це теперішнє урочище Сірякове, за 300 м на південь від кінцевої частини вулиці Комунальної.  
Топографічна карта 1932 року фіксує лише вітряк, що колись належав Спиридону Познахиренку - обабіч безіменної дороги, що сполучає вулиці Квітучу та Корінну. Ймовірно, вітряк зник у 1930-х-1940-х роках.  